# Синайска червена чинка
Синайска червена чинка (Carpodacus synoicus) е вид птица от семейство Чинкови (Fringillidae).

## Разпространение и местообитание
Разпространен е в Афганистан, Египет, Израел, Йордания, Китай, Палестина и Саудитска Арабия.